# Cousinia lachnobasis
Cousinia lachnobasis là một loài thực vật có hoa trong họ Cúc. Loài này được Rech.f. & Köie mô tả khoa học đầu tiên năm 1955.